# Boeing XPB
Le Boeing XPB était un hydravion de patrouille maritime biplan bimoteur américain à long rayon d'action des années 1920. Conçu par Boeing, il ne fut construit qu'à un seul exemplaire, utilisé et évalué par l'US Navy.

## Conception et développement
En septembre 1924, la Naval Aircraft Factory fut chargée de la conception d'un hydravion bimoteur à long rayon d'action, capable de couvrir la distance de 3 860 km séparant San Francisco de Hawaï. La conception initiale fut effectuée par Isaac Laddon, un employé de Consolidated Aircraft, puis fut transférée à Boeing pour la conception détaillée et la construction.
Le nouvel hydravion, le Boeing Model 50, était un biplan à haubans d'un dessin très épuré, comparé aux autres hydravions de l'époque. Les ailes étaient de construction métallique, avec des extrémités et des bords d'attaque en bois. Le Fuselage avait une partie basse en métal, alors que sa partie supérieure était dotée d'une structure en bois laminé recouvert de placages en bois. La propulsion était assurée par deux moteurs V12 à refroidissement liquide Packard 2A-2500 (en) de 800 ch (600 kW) chacun. Entraînant chacun une hélice à quatre pales, ils étaient placés en tandem entre les ailes et au-dessus du fuselage.

## Histoire opérationnelle
Le Boeing Model 50, désigné XPB-1 par l'US Navy, effectua son premier vol en août 1925. Il était prévu que l'avion soit utilisé pour diriger une paire de PN-9 au cours d'une tentative de vol vers Hawaï le 31 août 1925, mais des problèmes de moteurs firent échouer sa participation à cet évènement,.
En 1928, l'avion fut modifié par la Naval Aircraft Factory, ses moteurs Packard étant remplacés par deux moteurs en étoile
Pratt & Whitney R-1690 Hornet accouplés de 500 ch (370 kW) chacun. L'appareil reçut alors la désignation XPB-2.

## Versions
- XPB-1 : (Model 50) Prototype, doté de deux moteurs V12 Packard de 800 ch chacun, produit à un seul exemplaire ;
- XPB-2 : Conversion du prototype avec des moteurs en étoile Pratt & Whitney de 500 ch.

## Utilisateur
- États-Unis :
  - United States Navy.

## Galerie photographique

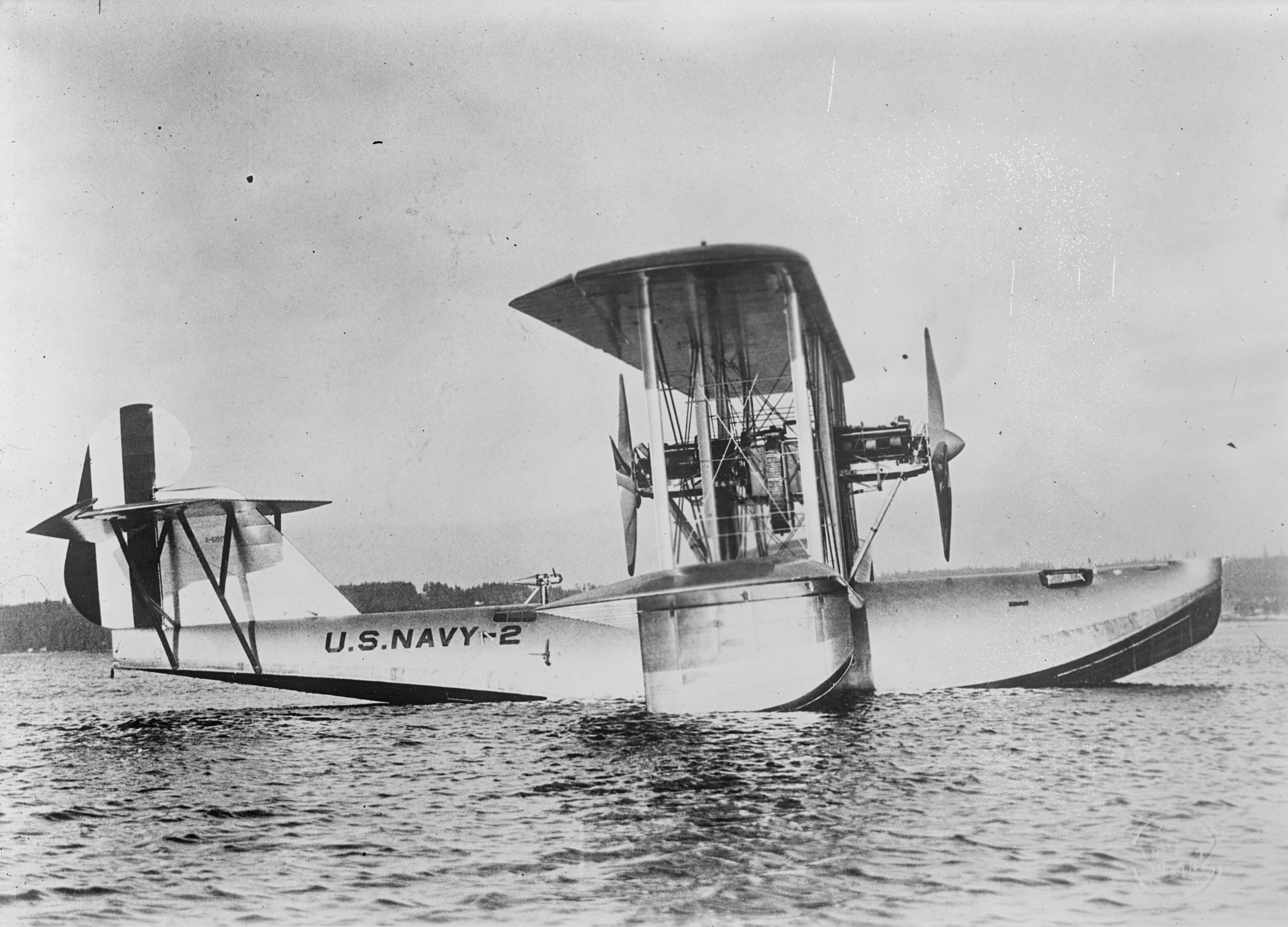
Un Boeing XPB-1 au mouillage.